# Communauté rurale de Pass Koto
La communauté rurale de Pass Koto est une communauté rurale du Sénégal située à l'est du pays. 
Elle fait partie de l'arrondissement de Kouthiaba Wolof, du département de Koumpentoum et de la région de Tambacounda.